# Pan-Afrikaanse Vrijhandelszone
De Pan-Afrikaanse Vrijhandelszone, in het Engels African Continental Free Trade Area (AfCFTA), en het Frans Zone de libre-échange continentale africaine (ZLECA, ZLEC of Zlecaf), is een pan-Afrikaanse vrijhandelszone die werd ingesteld door het in 2018 ondertekend gelijknamig verdrag, dat op 30 mei 2019 van kracht werd.

## Geschiedenis
Reeds van bij de oprichting van de Organisatie van Afrikaanse Eenheid in 1963 werd gestreefd naar meer economische samenwerking tussen de Afrikaanse landen. Het Lagos Plan of Action for the Economic Development of Africa, 1980–2000  gaf mee de aanzet tot een aantal samenwerkingsverbanden zoals de Ontwikkelingsgemeenschap van Zuidelijk Afrika, de Gemeenschappelijke Markt voor Oostelijk en Zuidelijk Afrika, de Afrikaanse Economische Gemeenschap en de Afrikaanse muntunie. 
Intussen was de Organisatie van Afrikaanse Eenheid in 2002 opgevolgd door de Afrikaanse Unie. In 2012 werd dan op de top in Addis Abeba het plan opgevat om tegen 2017 een pan-Afrikaanse vrijhandelszone in het leven te roepen. Op de top van 2015 in Johannesburg werd besloten aan te vangen met de effectieve onderhandelingen, die uiteindelijk 3 jaar zouden duren.  
In 2018 kwam het overleg in een stroomversnelling. Naast een principeakkoord over het vrije verkeer van personen werd het verdrag uiteindelijk op 21 maart 2018 ondertekend in Kigali, Rwanda. 44 Afrikaanse landen traden toe, maar enkele landen en met name de economische zwaargewichten Nigeria en Zuid-Afrika hielden zich nog afzijdig. Zuid-Afrika ging pas op 2 juli 2018 overstag, Nigeria en Benin volgden als hekkensluiters op de top van Niamey in juli 2019.
Uiteindelijk bleven in 2019 nog slechts buitenspel: Eritrea, dat in een conflict verwikkeld is met buurland Ethiopië, en waarvan verwacht wordt dat het alsnog zal toetreden, en Somaliland, een officieel niet-erkende staat. 
Het verdrag werd formeel van kracht op 30 mei 2019, 30 dagen na de ratificatie van ten minste 22 ondertekenende partijen. Dit betekent echter nog niet dat de vrijhandelszone meteen ook operationeel is. Een van de struikelblokken bij de uitvoering blijft dat Afrika nog steeds verdeeld is in een achttal afzonderlijke vrijhandelszones of douane-unies. Deze blijven bestaan, waarbij AfCFTA ernaar streeft de handelsbelemmeringen af te bouwen tussen deze regionale organisaties, en hen wil gebruiken als bouwstenen voor het uiteindelijke doel van een pan-Afrikaanse douane-unie. De praktische uitvoering wordt ten vroegste tegen juli 2020 verwacht.

## Lidstaten
Intussen zijn alle erkende Afrikaanse landen toegetreden, met uitzondering van Eritrea, dus 54 in totaal.